# تاريخ وتسمية مستضدات كريات الدم البيضاء البشرية

## تاريخ وتسمية مستضدات كريات الدم البيضاء البشرية
مستضدات الكريات البيض البشرية (إتش إل أي) بدأت بصيغة قائمة من المستضدات التي تم تحديدها نتيجة رفض الزرع. حُدِّدت المستضدات في البداية عن طريق تصنيف وإجراء تحليلات إحصائية ضخمة على التفاعلات بين فصائل الدم. وتستند هذه العملية على مبدأ الأنماط المصلية. (إتش إل أي) ليست مستضدات نموذجية، مثل تلك الموجودة على سطح العوامل المعدية. مستضدات الكريات البيضاء البشرية هي مستضدات متغايرة، وهي تختلف من فرد لآخر نتيجة للاختلافات الجينية. عضو يسمى الغدة الصعترية هو المسؤول عن ضمان عدم السماح للخلايا-تي التي تهاجم البروتينات الذاتية بالعيش. في الأساس، يُضبط الجهاز المناعي لكل فرد على مجموعة محددة من البروتينات (إتش إل أي)  والبروتينات الذاتية التي ينتجها ذلك الفرد؛ إذ ينحرف هذا عندما يتم نقل الأنسجة إلى شخص آخر. نظرًا لأن الأفراد لديهم دائمًا (بنوك) مختلفة من (إتش إل أي)، فإن الجهاز المناعي للمتلقي يتعرف على الأنسجة المزروعة على أنها غير ذاتية ويدمر الأنسجة الغريبة، مما يؤدي إلى رفض الزرع. تم اكتشاف (إتش إل أي) من خلال تحقيق ذلك.

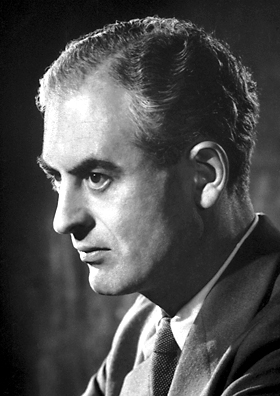

## الاكتشاف
ظهرت فكرة أن جسم الثدييات يجب أن يكون لديه طريقة ما لتحديد الأنسجة الغريبة المدخلة لأول مرة خلال الحرب العالمية الثانية. بدأ الأمر بتحطم طائرة في ذروة لندن بليتز. أُصيب الطيار بحروق شديدة استدعت ترقيع الجلد. ومع ذلك، كانت عمليات ترقيع الجلد عملية محفوفة بالمخاطر في ذلك الوقت، وغالبًا ما تم رفضها لأسباب غير معروفة. اُقترِحت العديد من النظريات ولم يتم العثور على أول هذه البروتينات المحددة حتى عام 1958. أُنشِأ أول نظام تسمية موحد في عام 1968 من قبل لجنة التسمية التابعة لمنظمة الصحة العالمية لعوامل نظام (إتش إل أي). لم تسخن أبحاث (إتش إل أي) حتى ثمانينيات القرن الماضي عندما قامت مجموعة من الباحثين أخيرًا بتوضيح شكل بروتين (إتش إل أي)-أي*02  {واحد فقط من العديد من بروتينات (إتش إل أي) المحددة}. في الآونة الأخيرة، في عام 2010، قامت لجنة منظمة الصحة العالمية المسؤولة عن تسمية جميع بروتينات (إتش إل أي) بمراجعة معاييرها الخاصة بالتسمية لإضفاء مزيد من الوضوح والخصوصية في نظام التسمية.

## تحديد غير الذاتية
كان بيتر مِدور عالمًا في علم الحيوان تحول إلى طبيب متخصص في إصابات الحروق. غيّر حادث تحطم طائرة بالقرب من منزله مسار حياته المهنية، وحول عمله مع الحروق من مجرد أكاديمية إلى مهمة كاملة لإنقاذ الأرواح. كُلِّف مِدور والجراح الإسكتلندي «توم جيبسون» بالعمل في وحدة الحروق في مستشفى غلاسكو الملكي. جاءت البصيرة الأولى عندما قرر الاثنان إجراء التجربة، وقاموا بتطعيم جزء من الجرح بجلد المريض، وجزء آخر بجلد شقيق المريض. في غضون أيام، دُمِّر ترقيع جلد الأخ تمامًا. دُمِّرت الطعوم الجلدية المتتالية من الأخ بشكل أسرع، وهي حقيقة أعطتهم الدليل الذي يحتاجون إليه لتوريط الجهاز المناعي. كرر مدور في وقت لاحق هذه التجربة على الأرانب و 625 عملية جراحية لاحقًا أثبتت صحة استنتاجاتهم الأولية. ثم شرع مدور في البحث عن سبب رفض الأرانب للتطعيم غير الذاتي.
واصل مدور عمله، هذه المرة مع فريق من ثلاثة في كلية لندن الجامعية خلال الخمسينيات من القرن الماضي. كان زملاء مِدور في العمل «ليزلي برنت»، طالبة دكتوراه، و«روبرت بيلينجهام»، أول طالب دراسات عليا لمِدور في أكسفورد قبل عدة سنوات. من خلال التجارب المخطط لها بعناية، أظهر الثلاثي أن الفئران المعرضة لخلايا فئران ليست ذات صلة كأجنة لم ترفض ترقيع الجلد من نفس الفئران. لهذا الاكتشاف، حصل مِدور والعالم الأسترالي «ماكفارلين بورنت» على جائزة نوبل لعام1960.

## تعلم التسامح الذاتي
توصل بورنت، بطريقة مستقلة عن مدور، إلى استنتاج مفاده أن الجهاز المناعي يجب أن يتعلم كيف يتحمل أي خلايا ذاتية، وافترض أن هذا يجب أن يحدث أثناء نمو الجنين. لهذا حصلا على جائزة نوبل معًا في عام1960. استمر عمل بورنت وفي عام 1957  مع «نيلز جيرن» نشر ورقة عدلت وأحدثت ثورة في نظرية الأجسام المضادة. «تكهن بيرنت بأن خلية واحدة تصنع شكلاً معينًا من الجسم المضاد وأن جميع الخلايا المناعية التي تصنع الأجسام المضادة معًا تشكل ذخيرة هائلة بشكل لا يمكن تصوره من 10 مليارات من الأجسام المضادة، ولكل منها شكل مختلف قليلاً». وهكذا، كلما ظهر جزيء غير ذاتي في جسم الإنسان، سيكون لأحد هذه الأجسام المضادة شكل دقيق بما يكفي للارتباط بهذا الجزيء. تُعرف هذه الفكرة باسم نظرية الاختيار النسيلي. في ذلك الوقت، رفض العديد من العلماء البارزين بما في ذلك «لينوس بولينج وجيمس واتسون» الفكرة تمامًا، لكن التجارب المتكررة التي تهدف إلى دحض النظرية أدت في الواقع إلى بناء مجموعة كبيرة من الأدلة التي تدعم نظرية بورنت وجيرن.
كان أكبر ضعف في نظرية بورنت هو أنه لم يكن لديه تفسير لكيفية اختيار الجسم للخلايا المناعية التي حددت اللاذات فقط. في عام 1961، نشر «جاك ميللر» ورقة بحثية تقدم شرحًا. كان ميللر طالب دكتوراه في معهد تشيستر بيتي للأبحاث في لندن. تمحور اكتشافه حول الغدة الصعترية. لطالما كان يُنظر إلى الغدة الصعترية على أنها ليست أكثر من مستودع للخلايا الميتة. لم يتبنى ميلر هذه الفرضية.
عن طريق إزالة الغدة الصعترية من الفئران المصابة بسرطان الدم في وقت مبكر من الحياة، وجد أن الفئران لديها جهاز مناعي ضعيف بشكل كبير. مستوحى من عمل مدور في زراعة الجلد، أجرى سلسلة من تجارب التطعيم الجلدي التي أظهرت أن هذه الفئران التي تعاني من نقص المناعة لم ترفض الطعوم الجلدية من الفئران غير المتطابقة وراثيًا. ثم افترض ميللر أن الغدة الصعترية ضرورية لبناء وصيانة جهاز المناعة. في هذه المرحلة، عاد بورنت إلى الصورة، موسعًا الفرضية لتحديد أن الخلايا الميتة الموجودة في الغدة الصعترية ليست أي خلايا مناعية قديمة، بل الخلايا التي يتم تنشيطها بواسطة الجزيئات الذاتية. وبعبارة أخرى، فإن أي خلية ترتبط بجزيء ذاتي وبالتالي (تتعرف عليه) يتم قتلها قبل الخروج من الغدة الصعترية.
اُكتشفت هذه الخلايا لاحقًا على أنها واحدة من ثلاثة أنواع من الخلايا الليمفاوية، الخلايا-تي (سميت باسم أصلها، الغدة الصعترية).